# 米田正文
米田 正文（よねだ まさふみ、1904年8月14日 - 1984年6月20日）は、日本の内務及び建設官僚、政治家。参議院議員（3期）。

## 経歴・人物
現在の福岡県田川郡添田町出身。佐賀高等学校理科甲類を経て、1928年（昭和3年） 九州帝国大学工学部土木学科卒業後、内務省入省、内務技師として奉職する。
1933年（昭和8年）8月、満洲国国道局技正（薦任七等）へ採用（この際、内務省は依願退職の形となっている）。満洲国では、時期不明ながら、満洲国国道局技正、奉天省交通庁長を務めており、1940年（康徳７年・昭和15年）9月に安東省公署土木廳から交通部遼河治水調査處に転じていることが確認できる。その後、1941年（康徳8年・昭和16年）までには大東港建設局處長となっており、岸信介、直木倫太郎らの支持の下、事業の推進にあたっている。また、1935年（康徳2年・昭和10年）5月頃より満洲道路協会の設立を協議しはじめ、7月には直木を会長としてこれを発足させている。1937年（康徳4年・昭和12年）4月からは満洲土木研究会と改称しているが、同会の会誌である「建設」の発行者を、確認できる限り、1938年（康徳5年・昭和13年）9月から1940年（康徳7年・昭和15年）11月まで努めているなど、満洲国の土木行政における中心人物の一人として活動している。
終戦後には内務省に復帰し、1948年（昭和23年）に建設院（建設省の前身）が発足すると、初代の水政局治水課長に就任。1947年（昭和22年）のカスリーン台風や1948年（昭和23年）のアイオン台風による水害への対応にあたった。また、1947年（昭和22年）からの経済安定本部による河川総合開発調査協議会にも参加しており、1949年（昭和24年）に成立した「河川改訂改修計画」は米田の提唱した水系の総合的な計画となった。更に戦後の荒廃した国土において、河川保全は建設院のみで解決することはできないと考えた米田は、一大国民運動を展開する必要性があるとして、各河川ごとに組織されている期成同盟会を結集した全国治水期成同盟会連合会を創設している（後、1968年（昭和43年）から1984年（昭和59年）まで同会の第6代会長を務めている）。
1950年（昭和25年）近畿地方建設局長に就任、ジェーン台風による災害の対策にあたる。1952年（昭和27年）に「淀川計画高水論」により工学博士号を取得。この論文は1958年（昭和33年）の「建設省河川砂防技術基準」に活かされている。1952年（昭和27年）10月に河川局長、1956年（昭和31年）建設技監を歴任。この技監の時代に建設省土木研究所へのコンピュータの導入にも関わっている。1958年（昭和33年）6月1日 建設事務次官に就任。建設省は事務官と技官が交互に事務次官になる慣習が存在していたが、技官でも東大、京大の出身者が多く、九大出身の米田が事務次官になったことは異例のことであったが。同年12月16日という短い期間で、建設事務次官を退任し、翌 1959年（昭和34年）第5回参議院議員通常選挙全国区に出馬すると、トップ当選（1位）を果たして、政治家へ転身する。なお、事務次官辞任直後の1958年（昭和33年）から1年間、第46代土木学会会長を務めている。
しかし、次の選挙である 1965年（昭和40年）第7回参議院議員通常選挙では、下から二番目にあたる51位で、半期の3年議員だった。1967年（昭和42年）第2次佐藤内閣では大蔵政務次官を務めた。1968年（昭和43年）第8回参議院議員通常選挙では、福岡県選挙区に国替えし、当選。
1974年（昭和49年）第10回参議院議員通常選挙福岡選挙区に立候補せず、後継者として、若松築港（現若築建設）社長の有田一壽が立候補し、初当選している。
1977年（昭和52年）より闘病生活にあったが、1984年（昭和59年）6月20日に死去した。死没日をもって勲一等瑞宝章追贈、従七位から正四位に叙される。

## 著書
- 原口忠次郎共著『土と杭の工学』岩波書店、1931年。
- 原口忠次郎共著『新土と杭の工学』岩波書店、1951年。
- 『洪水特性論』土木雑誌社、1953年。

## 栄典
- 1974年（昭和49年）11月 - 勲二等旭日重光章[17][18]
- 1984年（昭和59年）6月 - 勲一等瑞宝章[11]
- 1984年（昭和59年）6月 - 正四位